# 島崎奈々@お仕事募集中
『島崎奈々＠お仕事募集中』（しまざきななおしごとぼしゅうちゅう）は、あきばるいきによる日本の漫画作品。Webコミック配信サイト『ストーリアダッシュ』（竹書房）にて、2019年8月30日に読切り掲載を経て、2020年4月3日より連載中。

## あらすじ
フリーターの奈々は、仕事を探しながらさまざまな職種に挑戦し仕事や人間関係の中で成長していく。

## 登場人物
押野悠太
マンガが好きな主人公。

島崎奈々
漫画家。押野悠太とは隣部屋。

## 書誌情報
- あきばるいき『島崎奈々＠お仕事募集中』竹書房〈バンブーコミックス〉、既刊8巻（2024年12月17日現在）
  1. 2020年11月30日発売[4][5]、ISBN 978-4-8019-7149-3
  2. 2021年6月30日発売[6]、ISBN 978-4-8019-7333-6
  3. 2022年2月28日発売[7]、ISBN 978-4-8019-7568-2
  4. 2022年11月16日発売[8]、ISBN 978-4-8019-7894-2
  5. 2023年5月17日発売[9]、ISBN 978-4-8019-8044-0
  6. 2023年11月16日発売[10]、ISBN 978-4-8019-8198-0
  7. 2024年6月17日発売[11]、ISBN 978-4-8019-8345-8
  8. 2024年12月17日発売[12]、ISBN 978-4-8019-8508-7